# Heinrich Krempel
Heinrich Krempel (Kreuznach, 8 marzo 1860 – Vienna, 26 dicembre 1935) è stato un alpinista e sportivo austriaco, cofondatore del Comitato del Soccorso alpino di Vienna e funzionario di lunga data dell'Österreichischer Alpenklub.

## Biografia
Dopo lunghi viaggi che lo portarono in Sud America a scopo commerciale, all'età di 30 anni si stabilì a Vienna, dove trovò una seconda casa e scoprì il suo amore per la montagna. Grazie al suo talento sportivo, ebbe presto successo come alpinista e si unì al Österreichischer Alpenklub nel 1892. Heinrich Krempel giocò un ruolo chiave nella fondazione del Comitato del Soccorso alpino di Vienna (ARAW) nel 1896. Ne fu eletto il primo presidente e mantenne questa carica fino al 1912. L'ARAW è considerato il primo servizio di soccorso alpino organizzato al mondo, un modello per organizzazioni simili in altre città e un'organizzazione precursore dell'odierno servizio di soccorso alpino austriaco.
Heinrich Krempel è l'autore del libro “Apachenfahrten” e fu spesso invitato in altri club alpini per raccontare le sue scalate in montagna. Il suo stile di conferenza umoristico garantiva sempre sale piene.
Krempel morì il 26 dicembre 1935 a seguito di un incidente stradale avvenuto in primavera. Nel 1937 fu costruito il primo rifugio in Austria dedicato esclusivamente al servizio di soccorso alpino. Si trova sull'Hochschneeberg e porta il nome “Heinrich-Krempel-Hütte”.
Tra i suoi compagni di montagna figuravano E. Pichl, Alfred Radio Radiis, F. Zimmer, R. Kitschelt. Alpinista di successo compì importanti scalate in montagna, soprattutto nelle Alpi Occidentali e nuove scalate. Nel 1903 raggiunse la parete nord-est del Kleiner Laserzkopf e la parete occidentale del Wildsender occidentale nelle Dolomiti di Lienz. 
- Nel 1899 Festkogel-versante est "Zimmer-Krempel", 2 269 m (Alpi dell'Ennstal, Gesäuse)
- 1901 Hochtor-vetta sudoccidentale (principale) parete nordovest "Variante alla variante di uscita", 2 369 m (Alpi Ennstal, Gesäuse)
- 1903 Laserzkopf parete nord-est "Pichl-Krempel-Führe", 2 690 m (Alpi Gailtal, Dolomiti di Lienz)
- 1903 Wildsender parete sud-ovest e cresta ovest, 2 736 m (Alpi dell'Ennstal, Gesäuse)
- 1919 Traversata del Cervino sul Zmuttgrat, 4 478 m (Alpi del Vallese)

Era considerato una delle persone più capaci di Vienna, una persona di allegria contagiosa, un uomo disposto a fare sacrifici per gli altri, come dimostrò come capo di lunga data del Comitato del Soccorso alpino di Vienna.